# Dekanat Senjski
Dekanat Senjski – jeden z 5 dekanatów rzymskokatolickich wchodzących w skład diecezji gospicko-seńskiej w Chorwacji.
Według danych na październik 2015 roku, w jego skład wchodziło 12 parafii.

## Lista parafii
Źródło:
| Lp. | Miejscowość    | Parafia                                        | Proboszcz               | Kościół                                                   | Grafika |
| --- | -------------- | ---------------------------------------------- | ----------------------- | --------------------------------------------------------- | ------- |
| 1   | Senj           | Parafia Wniebowzięcia Najświętszej Maryi Panny | Richard Pavlić          | Konkatedra Wniebowzięcia Najświętszej Maryi Panny w Senju |         |
| 2   | Krivi Put      | Parafia Matki Bożej Śnieżnej                   | Richard Pavlić          | Kościół Matki Bożej Śnieżnej w Krivim Pucie               |         |
| 3   | Jablanac       | Parafia św. Józefa                             | Silvio Milin            | Kościół św. Józefa w Jablanacu                            |         |
| 4   | Sveti Juraj    | Parafia św. Jerzego, męczennika                | Silvo Milin             | Kościół św. Jerzego w Svetim Juraju                       |         |
| 5   | Senjska Draga  | Parafia Świętego Krzyża                        | Richard Pavlić          | Kościół Świętego Krzyża w Senjskiej Dradze                |         |
| 6   | Starigrad      | Parafia św. Jakuba Apostoła                    | Silvio Milin            | Kościół św. Jakuba Apostoła w Starigradzie                |         |
| 7   | Vratnik        | Parafia św. Michała Archanioła                 | Pejo Ivkić              | Katedra św. Michała Archanioła we Vratniku                |         |
| 8   | Lukovo Otočko  | Parafia św. Łukasza                            | Silvio Milin            | Kościół św. Łukasza w Lukovo Otočko                       |         |
| 9   | Prizna         | Parafia św. Jana Chrzciciela                   | fra Josip Grivić OFMCap | Kościół św. Jana Chrzciciela w Priznej                    |         |
| 10  | Cesarica       | Parafia św. Heleny                             | Silvio Milin            | Kościół św. Heleny w Cesaricy                             |         |
| 11  | Karlobag       | Parafia św. Karola Boromeusza                  | fra Josip Grivić OFMCap | Kościół św. Karola Boromeusza w Karlobagu                 |         |
| 12  | Lukovo Šugarje | Parafia św. Łukasza, ewangelisty               | fra Josip Grivić OFMCap | Kościół św. Łukasza w Lukovo Šugarje                      |         |